# Hákun West Av Teigum
Hákun West Av Teigum (Hoyvík, 19 de febrero de 2002) es un jugador de balonmano feroés que juega de extremo derecho en el Füchse Berlin de la Bundesliga. Es internacional con la selección de balonmano de Islas Feroe.
Fue parte de la selección feroesa en el Campeonato Europeo de Balonmano Masculino Sub-20 de 2022 y en el Campeonato Mundial de Balonmano Masculino Junior de 2023, siendo parte de la mejor generación de la historia del balonmano feroés.

## Palmarés

### Füchse Berlin
- Liga de Alemania de balonmano (1): 2025

### Consideraciones individuales
- Mejor extremo derecho de la liga danesa 2022-23[3]

## Clubes
| Club                        | País      | Año         |
| --------------------------- | --------- | ----------- |
| Skanderborg Aarhus Håndbold | Dinamarca | 2020 - 2023 |
| Füchse Berlin               | Alemania  | 2023 - Act. |